# Tilloy-lez-Cambrai

Tilloy-lez-Cambrai este o comună în departamentul Nord, Franța. În 1 ianuarie 2022 avea o populație de 695 de locuitori.